# Charles Bégin (général)
Pour les articles homonymes, voir Charles Bégin.
Charles Bégin, né le  2 juillet 1835 à Marie-Galante (Guadeloupe) et mort le 27 juillet 1901 à Pleumeur-Bodou (Côtes-d'Armor), est un général français, grand-croix de la Légion d'honneur.
Officier dans l'infanterie de marine, il est gouverneur de la Cochinchine par intérim de juillet 1885 à juin 1886 et commandant supérieur des troupes de l'Indochine de janvier 1888 à mars 1889. Il termine sa carrière comme inspecteur général de l'infanterie de marine de 1893 à 1899.

## Biographie
Il est le fils de Pierre Bégin, commissaire-adjoint de la marine, et de Elisabeth Giraud.
Saint-Cyrien de la promotion dite de « Crimée-Sébastopol (1854-1856) » , officier d'infanterie de marine, il commence sa carrière comme aide de camp du gouverneur de la Guadeloupe où il passe cinq années (1856-1861). Il effectue ensuite plusieurs séjours en Cochinchine (1863-1868, 1870-1873, 1878-1880) et au Sénégal (1874-1876) comme commandant supérieur des troupes. En décembre 1882, il est promu général de brigade et nommé inspecteur général adjoint de l'infanterie de marine. En mars 1885, il est nommé commandant supérieur de la Cochinchine puis gouverneur par intérim de juillet 1885 à juin 1886. Il est nommé ensuite au poste important de commandant supérieur des troupes de l'Indochine de janvier 1888 à mars 1889. Promu général de division entre temps, en novembre 1888, il achève durant cette période la pacification et organise la défense du pays. Après son retour en France en avril 1889, il est inspecteur adjoint de l'infanterie de marine et en juillet 1889, membre du comité technique des inspecteurs généraux des troupes de marine. Il est élevé à la dignité de grand-officier de la Légion d'honneur en décembre 1889. En février 1893, il est nommé  inspecteur général de l'infanterie de marine en remplacement du général Brière de l'Isle. 
Le 1er juin 1899, après 44 ans et 5 mois de services, 23 campagnes dont 7 de guerre, malade, il demande sa mise à la retraite. 
Il est élevé à la dignité de grand-croix de la Légion d'honneur le 6 juin 1899.

## Décoration
- Grand-croix de la Légion d'honneur (6 juin 1899), il est alors inspecteur général de l'Infanterie de Marine, remise à Paris le 12 juillet 1899 par le général Davout, grand chancelier de la Légion d'honneur
  - Grand officier le 29 décembre 1889, alors inspecteur général adjoint de l'Infanterie de Marine, remise à Paris le 15 février 1890 par le général de division Brière de l'Isle
  - Commandeur le 28 décembre 1884, alors  général de brigade, remise à Paris le 20 janvier 1885 par le général Alleyron
  - Officier le 25 juillet 1872, remise à Saïgon le 19 janvier 1873 par le général d'Arbaud, commandant supérieur des troupes en Cochinchine
  - Chevalier le 9 mars 1867

## Grades
- Sous-lieutenant d'infanterie de marine le 1er octobre 1856
- Lieutenant le 19 septembre 1859
- Capitaine le 13 mai 1863
- Chef de bataillon le 16 mars 1870
- Lieutenant-colonel le 10 mars 1873
- Colonel le 13 aout 1878
- Général de brigade le 21 décembre 1882.
- Général de division le  30 novembre 1888.

### Sources modernes
- Michel Wattel et Béatrice Wattel (préf. André Damien), Les Grand’Croix de la Légion d’honneur : De 1805 à nos jours, titulaires français et étrangers, Paris, Archives et Culture, 2009, 701 p. (ISBN 978-2-35077-135-9), p. 58.

### Sources contemporaines
- Étienne Tréfeu, Nos marins : vice-amiraux, contre-amiraux, officiers généraux des troupes de la marine et des corps entretenus., Paris, Berger-Levrault, 1888 (lire en ligne), p. 647-652.